# Station Kęty
Station Kęty is een spoorwegstation in de Poolse plaats Kęty.